# ويليام كولينز
ويليام كولينز (بالإنجليزية: Bootsy Collins)‏ (و. 1951  م) هو مغني، وعازف بيس أمريكي، ولد في سينسيناتي، أوهايو، يستخدم آلات غيتار البيس، وقيثارة.

## وصلات خارجية
- ويليام كولينز على موقع IMDb (الإنجليزية)
- ويليام كولينز على موقع ألو سيني (الفرنسية)
- ويليام كولينز على موقع ميوزك برينز (الإنجليزية)
- ويليام كولينز على موقع رولينغ ستون (الإنجليزية)
- ويليام كولينز على موقع أول موفي (الإنجليزية)
- ويليام كولينز على موقع إن إن دي بي (الإنجليزية)
- ويليام كولينز على موقع أول ميوزيك (الإنجليزية)
- ويليام كولينز على موقع أول ميوزيك (الإنجليزية)
- ويليام كولينز على موقع ديسكوغز (الإنجليزية)
- ويليام كولينز على موقع قاعدة بيانات الفيلم (الإنجليزية)